# V13
Pour les articles homonymes, voir Yoga (homonymie).
V13 Chronique judiciaire  est un récit autobiographique d'Emmanuel Carrère paru le 25 août 2022 aux éditions P.O.L.

## Résumé
V13, nom de code du procès des Attentats du 13 novembre 2015 en France, au Stade de France et au Bataclan, de septembre 2021 à juin 2022 que l'auteur a suivi pour L'Obs.

## Éditions
- Éditions P.O.L, 2022

## Prix
- Prix Aujourd'hui 2022[3]